# ミカサ
株式会社 ミカサ (Mikasa Corporation) は、広島県広島市安佐北区に本社を置く、主にゴム製品を製造するメーカーである。

## 概要
1917年に広島で創業した「増田ゴム工業所」を前身とし、その後は1950年に社名を明星ゴム工業に改称。さまざまなゴム製品を製造していたが、1960年代にバレーボール用ボールを製造すると、これが世界各国の連盟から公式用試合球としての認定を受けると共に、そのブランドネームを確立させてゆく。2001年に社名をミカサに変更した。
MIKASAのブランド名で知られ、モルテンと共に競技用ボールの大手ブランドとして、とりわけバレーボールでは日本をはじめ世界中の競技連盟での公式球や、唯一の国際バレーボール連盟公式球に指定される。水球（FINA・LEN公式球）、ハンドボール、バスケットボール、サッカーボールなどでも知られるほか、船舶用のゴム軸受などの船舶部品、および、立型軸流ポンプや斜流ポンプに組み込む水中ゴム軸受なども手掛けている。
2014年、本社および工場を広島市安佐北区へ移転した。

## 沿革
- 1917年：ミカサの前身となる、増田ゴム工業所創業
- 1941年：増田護謨株式会社に社名変更
- 1950年：明星ゴム工業株式会社に社名変更
- 1964年：日本海事協会より第一種プロペラ軸ゴム巻認定工場に指定される（船舶用部品関連）
- 1969年：国際バレーボール連盟より国際公式球として認定を受ける
  - この間、日本を始め、ヨーロッパ、イタリア、ロシア、アメリカ、国際試合など世界中の至るバレーボール競技連盟より、公式球としての認定を受ける。
- 1998年1月12日：財団法人ミカサスポーツ振興会を設立
  - 設立目的は広島県内における体育およびレクリエーションの振興[2]。
- 2001年11月10日：株式会社ミカサに社名変更
- 2014年1月14日：本社および工場を広島市西区から広島市安佐北区へ移転。

## その他
2006年頃から、ミカサ本社のある広島市とは遠く離れた仙台都市圏の中高生の間で、同社製のナイロンバッグが流行するという現象が起きている。2008年に報道されたが、仙台以外に流行が飛び火することもほとんどなく、なぜ仙台でのみ流行っているのかは不明。現在では仙台市内の中学校でサブバッグとして、使われているほか、素材が丈夫ということもあり、エコバッグとしても使われている例もある。

## 関連画像

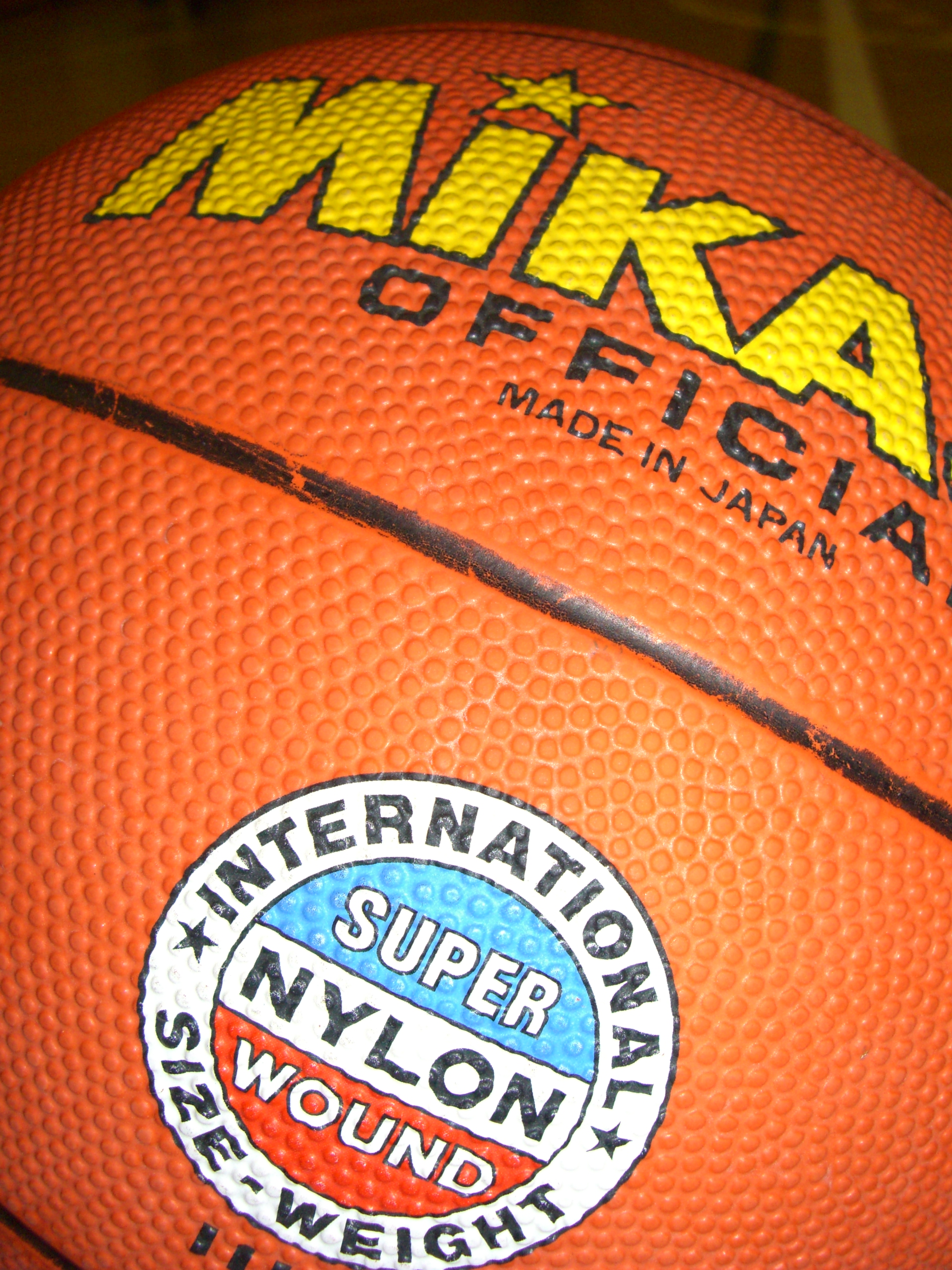
バスケットボール
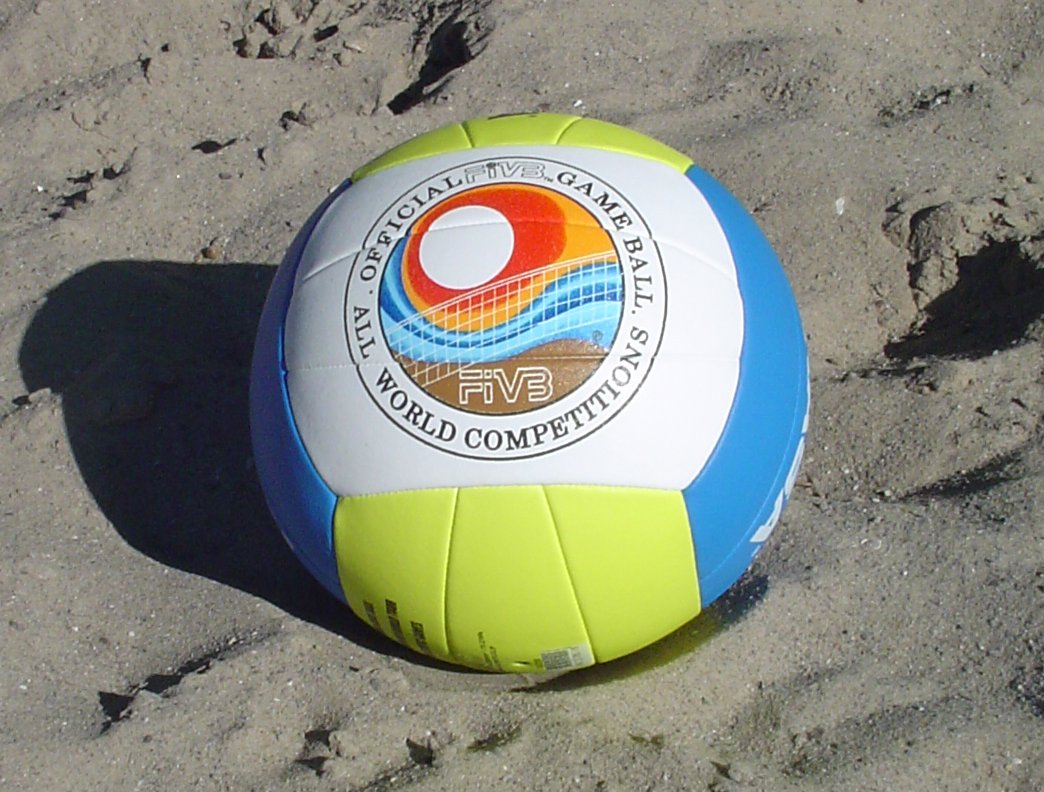
ビーチバレーボール
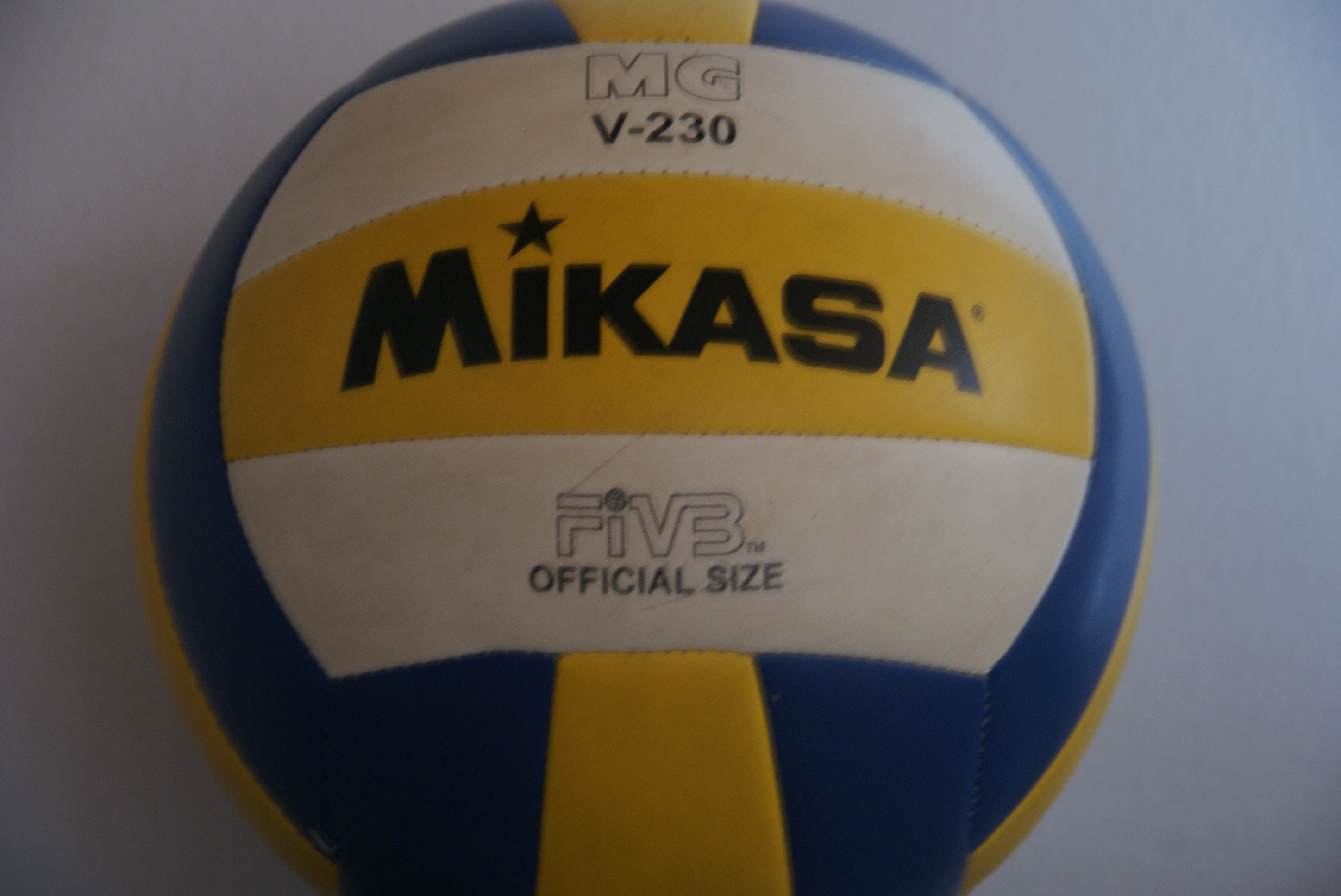
バレーボール
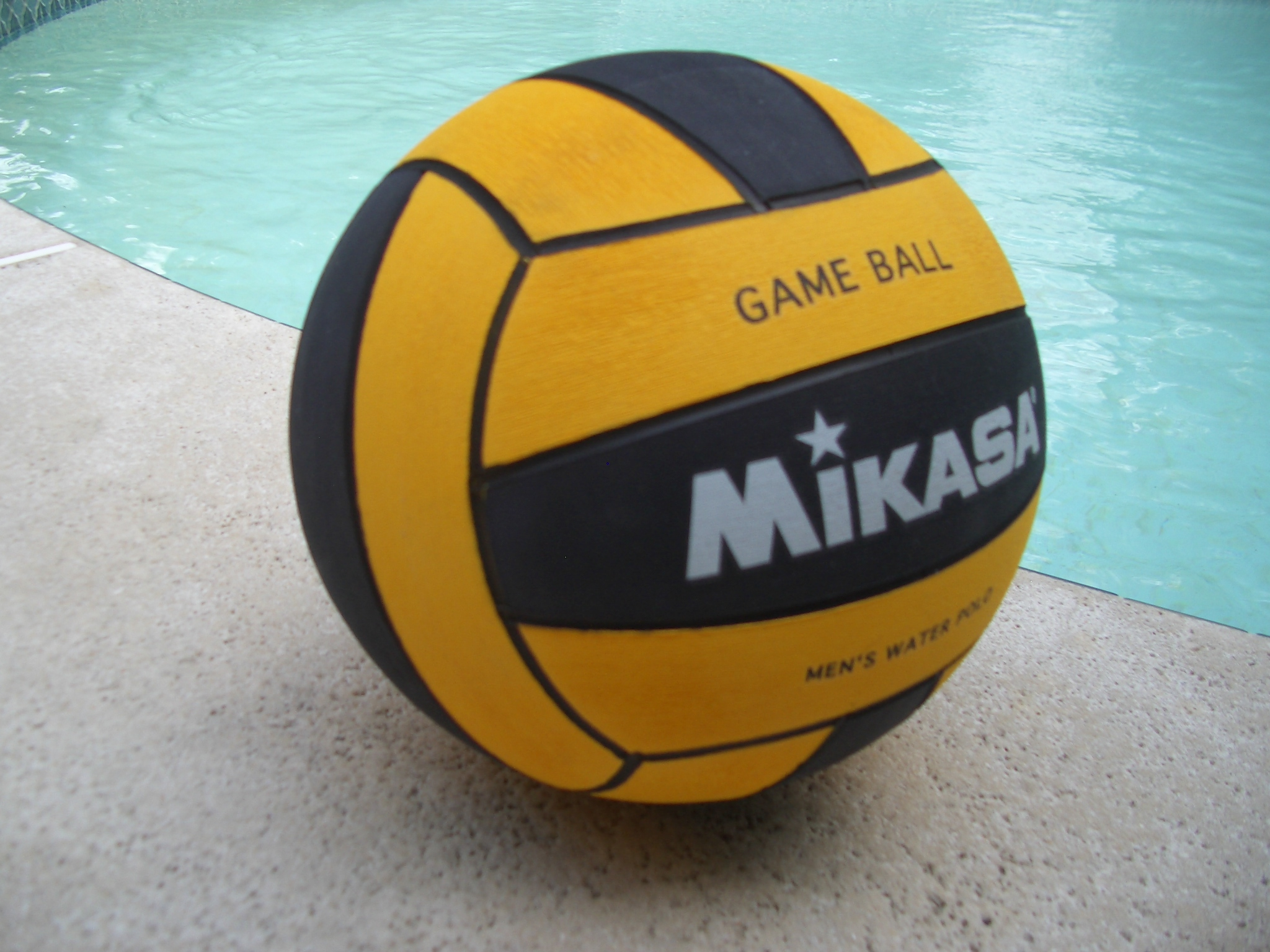
水球用ボール